# متلازمة ديجرين-روسي
متلازمة ديجرين-روسي أو متلازمة الألم المهادي (بالإنجليزية: Dejerine–Roussy syndrome) حالة تتطور بعد سكتة تسبب ضررًا على مستوى المهاد. تؤدي سكتة نقص التروية أو السكتة الدماغية النزفية إلى تأذي المهاد، ومع تلاشي الأعراض الأولية للسكتة (نقص الحس والوخز)، يؤدي اختلال الحس إلى حدوث هذه المتلازمات في مرحلة متأخرة مسببةً ظهور متلازمة ديجرين-روسي. تكون العلاجات رغم توافر العديد منها مرتفعة الثمن أحيانًا وكيميائية الأساس وغازيةً للأنسجة ومؤقتة الفعالية قبل أن يحتاج المريض إلى المزيد من العلاج، لهذا أُطلق عليه «العلاج المعند».

## الأعراض
تُسبق متلازمة ديجرين-روسي بنقص الحس في الجهة المصابة، ويُستبدل الإحساس بالحرق والوخز لاحقًأ بنقص الحس، ويتنوع كثيرًا من حيث الدرجة والشدة. تكون الأعراض شديدةً ومنهكةً في الغالبية العظمى من الحالات. قد يترافق حس الحرق والوخز مع فرط التحسس الذي يظهر بشكل عسر تحسس أو ألم خيفي عادةً، وقليلًا ما يطوّر بعض المرضى ألمًا شديدًا مستمرًا على أقل منبه أو حتى دون تنبيه.
الألم الخيفي ألم ينتج عن محرّض غير مؤلم عادةً في الحالة الطبيعية، قد يشكو المريض مثلًا من ألم مستمر شديد عندما يُلامس النسيم جلده. يُعاني معظم مرضى الألم الخيفي من ألم عند اللمس والضغط، وقد يكون بعض المرضى مفرطي الحساسية للحرارة.
عسر الحس شعور شاذ مزعج عند اللمس، يتظاهر بالألم عادةً، ويعود السبب هنا للأذية المهادية. يتميز هذا الشكل من الاعتلال العصبي باجتماع أي من حس الحكة أو الوخز أو الحرق التي تحدث عفوياً أو نتيجة محرّض.
يُستبدل الألم الخيفي وعسر الحس بنقص الحس خلال أسبوع إلى عدة أشهر بعد السكتة المهادية، وعموماً لا تتغير طبيعة وشدة الألم عندما يتوقف تطوره، وإذا لم يُعالج سوف يستمر مدى الحياة. يخضع العديد من المرضى نتيجة ذلك إلى بعض أشكال العلاجات الألمية ويتأقلمون مع نمط حياتهم الجديد قدر الإمكان.
يقترن الألم المرافق لمتلازمة ديجرين-روسي مع عمه المرض أو العمه الجسدي، فينكر المريض أي شلل في الجهة اليسرى رغم وجوده نتيجة سكتة جزئية أو شاملة في الجهة اليمنى من الدماغ، أو ينفي المريض أن الطرف المشلول تابع له. رغم أن هذه الأعراض موضع جدل، فهي نادرة وتعد جزءاً من «الظاهرة المهادية»، ولا تُعد وصفيةً لمتلازمة ديجرين-روسي.

## الآلية
رغم وجود العديد من العوامل المساهمة في حدوث السكتات والمخاطر المترافقة معها، يرافق القليل منها فقط متلازمة ديجرين-روسي والآفات المهادية خاصةً. تصيب السكتات عادةً أحد نصفي الكرة المخية في الدماغ، وهذه الأذية قد تشمل المهاد.
من المعتقد أن المهاد مسؤول عن نقل المعلومات الحسية بين مناطق تحت قشرية متنوعة والقشرة المخية. تنتقل المعلومات الحسية من المحرضات البيئية إلى المهاد لمعالجتها ثم إلى القشرة الحسية الجسدية لتفسيرها. تكون النتيجة النهائية لهذه الاتصالات القدرة على الرؤية أو السمع أو الشعور بالأشياء كما يفسرها الدماغ. تُضعف متلازمة ديجرين-روسي حس اللمس غالباً، لذلك يسبب الضرر في المهاد سوء اتصال بين السبيل الوارد والقشرة المخية محدثًا تغييرًا في ماهية أو كيفية الشعور. قد يكون التغيير عبارةً عن خطأ أو بلادة في الإحساس أو تضخيم للشعور، ولأن الدماغ عضو مرن يختلف بين الأفراد، من المستحيل معرفة كيف يتغير الإحساس دون إجراء رسم خريطة للدماغ وتقييم الحالات بشكل فردي.
استخدم التصوير بالرنين المغناطيسي حديثًا للربط بين حجم الآفة وموقعها مع المنطقة المصابة وشدة الحالة، ورغم أنَّ هذه الطريقة ما زالت في طور التمهيد، فهي تعد بفهم وعلاج المصابين بمتلازمة ديجرين-روسي بطريقة موضوعية.

## التشخيص
ديجرين-روسي متلازمة ألمية نادرة يعاني المصابون بها من ألم شاذ أو حساسية خيفية الطبيعة أو محرضة بعوامل بعيدة الصلة (الأصوات، الذوق). تكون الأعراض جانبيةً في الحالات النموذجية وقد تتضمن خسارة الرؤية وفقدان التوازن (حس الوضعة). يجب متابعة الفحوصات عند طبيب أعصاب وتصوير الدماغ للبحث عن دليل على وجود احتشاء أو ورم.

## العلاج
طُبقت العديد من المعالجات الكيميائية على مجموعة واسعة من مرضى ألم الاعتلال العصبي من ضمنهم مرضى ديجرين-روسي. لا يمكن معالجة الأعراض بالمسكنات الاعتيادية عمومًا. تتضمن المواد الكيميائية التقليدية الأفيونات ومضادات الاكتئاب، بينما تشمل الأدوية الحديثة مضادات الاختلاج وطب الكامبو. يفضل استخدام الأساليب السائدة نظراً لعدم وجود أساس علمي لفعالية تسكين طب الكامبو عدا عن كونه علاجًا موهمًا. تُعطى العلاجات الألمية غالبًا عبر الطريق الفموي أو الحقن الدورية والأدوية الموضعية. استخدم العلاج الفيزيائي تقليدياً إلى جانب نظام العلاج الدوائي، واكتشفت حديثاً إمكانية استخدام التحريض الكهربائي للدماغ والنخاع الشوكي والتحريض الحريري في العلاج.
تشمل أشيع الخطط العلاجية مخططًا للعلاج الفيزيائي مع نظام العلاج الدوائي. يجرب العديد من المرضى أدويةً مختلفةً لأن الألم غالباً ما يبقى ثابتاً بعد تطوره، ويختارون في النهاية نظام العلاج الأفضل الذي يلائم نمط حياتهم، وتعد الأدوية الفموية والوريدية أشيع هذه الأنظمة.